# Johannes Burman
Johannes Burman ( Amsterdã, 26 de Abril 1707  – Amsterdã, 20 de Janeiro 1780 ) foi um botânico neerlandês.